# 卖鱼凉廊

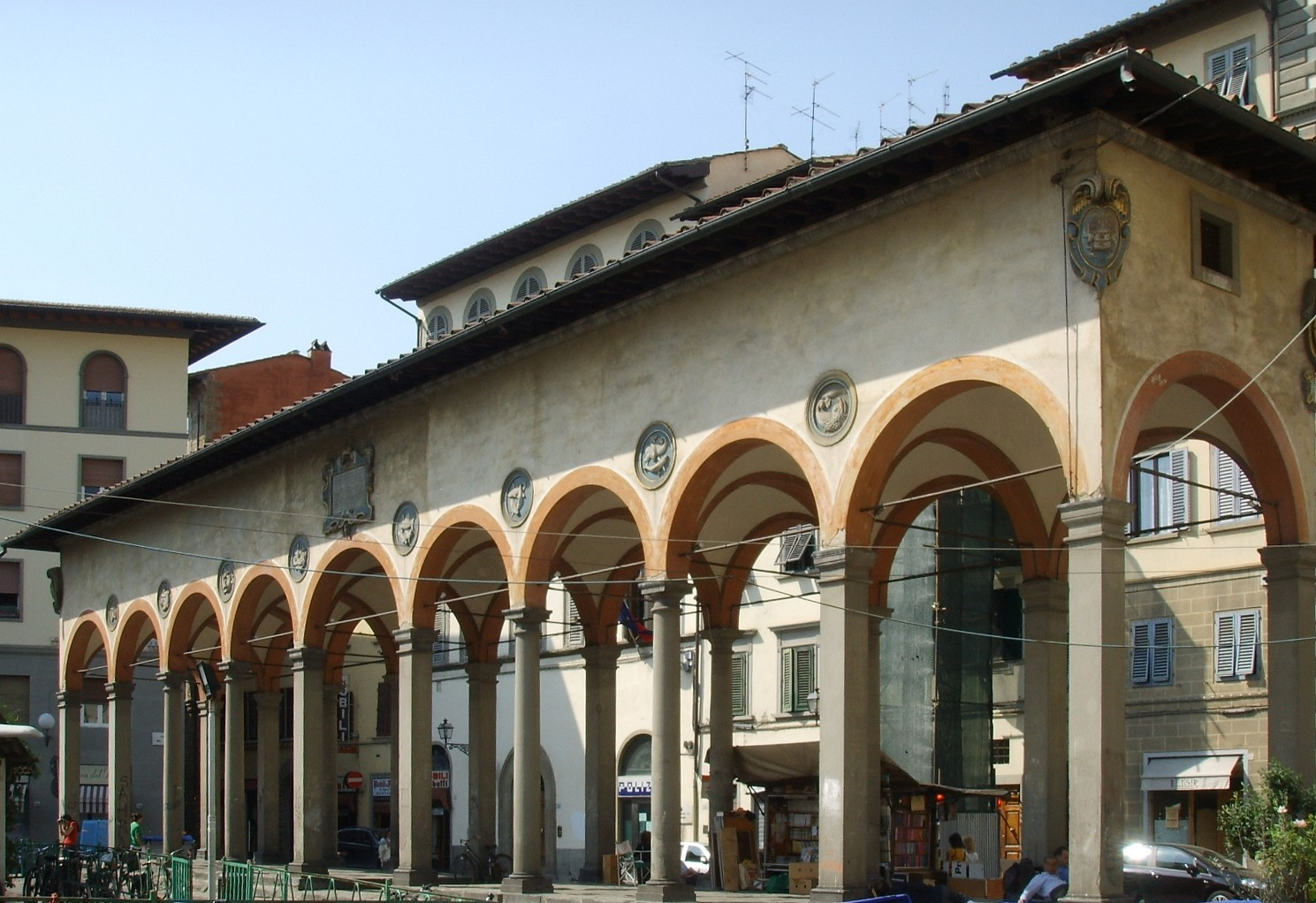
卖鱼凉廊

卖鱼凉廊（Loggia del Pesce）是意大利佛罗伦萨的一座历史建筑，包括9个拱，描绘捕鱼活动和大海。
公爵科西莫一世委托乔尔乔·瓦萨里建造卖鱼凉廊，以容纳此前在老桥附近的鱼市场。原址已改建为瓦萨利走廊。
意大利统一后佛罗伦萨进行城市改造 (1885-1895)，卖鱼凉廊被拆除，材料送入圣玛尔谷博物馆。1956年在Ciompi广场重建，大部分使用原来的材料。